# Каз, Марк-Каньян
Ма́рк-Канья́н Каз (фр. Marc Kanyan Case; 14 сентября 1942, Лифу — 6 января 2023) — французский футболист и новокаледонский политик, играл на позиции нападающего. Участник Олимпийских игр 1968 года.

## Биография

### Игровая карьера
Уроженец Новой Каледонии, канак по национальности. Начинал карьеру в клубе «Олимпик Нумеа», в составе который выиграл 2 Кубка Каледонии. В декабре 1963 года отправился во Францию, где стал игроком клуба любительского чемпионата «Газелек». В составе «Газелека» отыграл пять с половиной сезонов, выиграв с клубом три чемпионских титула.
В составе сборной Франции принимал участие на олимпийском футбольном турнире 1968 года, где был основным игроком и сыграл в 4 матчах. В матче со сборной Мексики забил 2 гола — Франция выиграла тот матч со счётом 4:1.
В 1969 году перешёл в «Бастию», за которую играл в течение четырёх сезонов. В 1972 году «Бастия» играла в финале Кубка Франции с «Марселем» и проиграла со счётом 2:1. Всего за «Бастию» во всех турнирах сыграл 182 матча и забил 58 голов. В 1973 году перешёл в «Ним», в составе которого играл два сезона. Завершил карьеру в клубе «Газелек Аяччо» в 1977 году в возрасте 35 лет.

### Политическая карьера
Каз был членом партии «Объединения за Каледонию», в течение 20 лет избирался муниципальным должностным лицом в Нумеа и был вице-президентом Конгресса Новой Каледонии.

### Смерть
Скончался 6 января 2023 года в возрасте 80 лет.

## Достижения
«Бастия»
- Обладатель Суперкубка Франции (1) : 1972